# Saison 2 de Mujeres primero
La deuxième saison de Mujeres primero est diffusée au Chili par La Red entre le 2 janvier 2012 et le 31 décembre 2012 et été présenté par Antonella Ríos et Janine Leal.

## Présentatrices
- Antonella Ríos
- Janine Leal

## Panélistes

### Actuels
- Fátima Gomes
- Zita
- Ignacio Chávez (gynécologue)
- Michael Roldán (commentatrice de spectacles)
- Bárbara Canale (tarotyste)
- Fred Redondo
- Rodrigo Jarpa
- Mauro Castro
- Yasmín Valdés
- José Valenzuela (personal trainer)

### Précédents
- Alejandra Valle (commentatrice de spectacles)
- María Luisa Mayol "Malú" (commentatrice de spectacles)

## Invités

### Février
| Date            | Invités        | Occupation          | Source |
| --------------- | -------------- | ------------------- | ------ |
| 20 février 2012 | Rogelio Reyna  | Maquilleur          | (es)   |
| 27 février 2012 | Evelyn Matthei | Ministre du Travail | (es)   |

### Mars
| Date         | Invités                        | Occupation                                                                  | Source |
| ------------ | ------------------------------ | --------------------------------------------------------------------------- | ------ |
| 6 mars 2012  | Ana Alvarado "La Geisha"       | ???                                                                         | (es)   |
| 7 mars 2012  | Fulvio Rossi                   |                                                                             | (es)   |
| 8 mars 2012  | Marilú Cuevas                  | Comédienne                                                                  | (es)   |
| 9 mars 2012  | Viviana Nunes                  | Actrice et présentatrice                                                    | (es)   |
| 12 mars 2012 | Fernando Kliche                | Vétérinaire et acteur                                                       | (es)   |
| 13 mars 2012 | Carolina Molina "La Ranxerita" | Chanteuse                                                                   | (es)   |
| 14 mars 2012 | Jaime Campusano                | Professeur                                                                  | (es)   |
| 15 mars 2012 | Marco Enríquez-Ominami         | Cinéaste et homme politique                                                 | (es)   |
| 16 mars 2012 | Carlos Pinto                   | Présentateur                                                                | (es)   |
| 19 mars 2012 | Claudio Valdés "El Gitano"     | Chanteur                                                                    | (es)   |
| 20 mars 2012 | Daniel Fuenzalida              | Présentateur                                                                | (es)   |
| 21 mars 2012 | Cristina Tocco                 | Vedette                                                                     | (es)   |
| 22 mars 2012 | Alfredo Lamadrid               | Journaliste et présentateur                                                 | (es)   |
| 23 mars 2012 | Antonino Parisi                | Économiste                                                                  | (es)   |
| 26 mars 2012 | Mónica Aguirre                 | Ancienne mannequin                                                          | (es)   |
| 27 mars 2012 | Katherine Orellana             | Chanteuse                                                                   | (es)   |
| 27 mars 2012 | Rodrigo Pérez Mackenna         | Ministre de Logement et du Développement urbain Ministre de biens nationaux | (es)   |
| 28 mars 2012 | Carolina Schmidt               | Ministre de la Commission nationale des femmes                              | (es)   |
| 29 mars 2012 | Rodrigo Bastidas               | Acteur                                                                      | (es)   |
| 30 mars 2012 | Patricio Strahvosky            | Acteur                                                                      | (es)   |

### Avril
| Date          | Invités                 | Occupation                    | Source |
| ------------- | ----------------------- | ----------------------------- | ------ |
| 2 avril 2012  | Pablo Zalaquett         | Maire de Santiago (2008-2012) | (es)   |
| 3 avril 2012  | Gloria Simonetti        | Chanteuse                     | (es)   |
| 4 avril 2012  | Checho Hirane           | Humoriste et présentateur     | (es)   |
| 5 avril 2012  | Tatiana Merino          | Vedette                       | (es)   |
| 9 avril 2012  | Gonzalo Egas            | Karaté                        | (es)   |
| 10 avril 2012 | Arturo Walden "El Kiwi" | Journaliste et comédien       | (es)   |
| 11 avril 2012 | Álvaro Escobar          | Avocat et acteur              | (es)   |
| 12 avril 2012 | Ramón Farías            | Acteur et Homme politique     | (es)   |
| 13 avril 2012 | Paulina Nin de Cardona  | Présentatrice                 | (es)   |
| 16 avril 2012 | Natalia Valdebenito     | Actrice                       | (es)   |
| 17 avril 2012 | Vanessa Miller          | Comédienne                    | (es)   |
| 17 avril 2012 | Jaime Campusano         | Professeur                    | (es)   |
| 18 avril 2012 | Franco Parisi           | Économiste                    | (es)   |
| 20 avril 2012 | Bernardo Borgeat        | Entrepreneur                  | (es)   |
| 23 avril 2012 | Andrés Velasco          | Homme politique               | (es)   |
| 25 avril 2012 | Gigi Martin             | Humoriste                     | (es)   |
| 26 avril 2012 | Hotuiti Teao            | Manniquin homme               | (es)   |
| 26 avril 2012 | Francisca Ayala         | Mannequin                     | (es)   |
| 27 avril 2012 | Berta Lasala            | Actrice                       | (es)   |
| 30 avril 2012 | Víctor Gutiérrez        | Journaliste et présentateur   | (es)   |

### Mai
| Date         | Invités                    | Occupation                          | Source |
| ------------ | -------------------------- | ----------------------------------- | ------ |
| 1er mai 2012 | Daniel Valenzuela          | Journaliste et présentateur         | (es)   |
| 2 mai 2012   | Yazmín Valdés              | Actrice                             | (es)   |
| 3 mai 2012   | Jeannette Moenne-Loccoz    | Mannequin, actrice et présentatrice | (es)   |
| 4 mai 2012   | Jennifer Warner            | Journaliste                         | (es)   |
| 7 mai 2012   | Karla Rubilar              | Chirurgienne et politique           | (es)   |
| 8 mai 2012   | Laura Prieto               | Actrice                             | (es)   |
| 9 mai 2012   | Viví Rodrígues             | Danseuse                            | (es)   |
| 10 mai 2012  | Rodrigo Salinas            | Comédien                            | (es)   |
| 14 mai 2012  | Rosa Oyarce                | Directrice de la SEREMI de santé    | (es)   |
| 15 mai 2012  | Daniel Alcaíno             | Acteur                              | (es)   |
| 16 mai 2012  | Julio Videla               | Animateur de radio                  | (es)   |
| 17 mai 2012  | Lily Pérez                 | Sénatrice du Chili                  | (es)   |
| 18 mai 2012  | Teresita Reyes             | Actrice                             | (es)   |
| 21 mai 2012  | Arturo Ruiz-Tagle          | Humoriste                           | (es)   |
| 22 mai 2012  | Esperanza Silva            | Actrice                             | (es)   |
| 23 mai 2012  | "Mago Oli"                 | Magicien                            | (es)   |
| 24 mai 2012  | Claudio Arredondo          | Acteur                              | (es)   |
| 25 mai 2012  | Mariana Loyola             | Actrice                             | (es)   |
| 28 mai 2012  | Mauricio Medina "El Indio" | Humoriste                           | (es)   |
| 29 mai 2012  | Douglas                    | Chanteur                            | (es)   |
| 31 mai 2012  | César Caillet              | Acteur                              | (es)   |

### Juin
| Date          | Invités               | Occupation                            | Source |
| ------------- | --------------------- | ------------------------------------- | ------ |
| 1er juin 2012 | Gustavo Sánchez       | Producteur de musique                 | (es)   |
| 4 juin 2012   | Jean Philippe Cretton | Journaliste, musicien et présentateur | (es)   |
| 5 juin 2012   | Américo               | Chanteur                              |        |
| 6 juin 2012   | Patricia Larraín      | Personnalité de télévision            |        |
| 7 juin 2012   | Carmen Gloria Bresky  | Actrice                               |        |
| 8 juin 2012   | Nicolás Saavedra      | Acteur                                |        |
| 11 juin 2012  | Tamara Acosta         | Actrice                               |        |
| 12 juin 2012  | Ignacia Allamand      | Actrice                               |        |
| 13 juin 2012  | Tanza Varela          | Actrice                               |        |
| 14 juin 2012  | Roberto Nicolini      | Présentateur                          |        |
| 15 juin 2012  | Bastián Bodenhöfer    | Acteur                                |        |
| 18 juin 2012  | Mario Guerrero        | Chanteur                              |        |
| 21 juin 2012  | Héctor Morales        | Acteur                                |        |
| 28 juin 2012  | Rodrigo Wainraihgt    | Avocat                                |        |

### Juillet
| Date            | Invités                           | Occupation                  |
| --------------- | --------------------------------- | --------------------------- |
| 5 juillet 2012  | Julio Jung                        | Acteur                      |
| 6 juillet 2012  | Leo Caprile                       | Présentateur                |
| 9 juillet 2012  | Natalia Cuevas                    | Comédienne                  |
| 12 juillet 2012 | Álvaro Santi                      |                             |
| 13 juillet 2012 | Felipe Avello                     | Journaliste                 |
| 16 juillet 2012 | David Dubó                        | Karaté                      |
| 17 juillet 2012 | José Luis "Junior Playboy" Concha |                             |
| 19 juillet 2012 | Agustín Pastorino                 | Mannequin homme             |
| 20 juillet 2012 | José Luis "Joche" Bibbó           | Mannequin homme             |
| 23 juillet 2012 | Eduardo Fuentes                   | Journaliste et présentateur |
| 30 juillet 2012 | Paulo Brunetti                    | Acteur                      |
| 31 juillet 2012 | Cristina Tocco                    | Vedette                     |

### Août
| Date         | Invités                | Occupation                  |
| ------------ | ---------------------- | --------------------------- |
| 2 août 2012  | Carola Julio           | Journaliste                 |
| 6 août 2012  | Elvira Cristi          | Actrice                     |
| 15 août 2012 | Ana María Gazmuri      | Actrice                     |
| 20 août 2012 | Claudia Pérez          | Actrice                     |
| 28 août 2012 | Marco Enríquez-Ominami | Cinéaste et homme politique |
| 30 août 2012 | Camila Recabarren      | Miss Monde Chili 2012       |

### Septembre
| Date              | Invités           | Occupation                                        |
| ----------------- | ----------------- | ------------------------------------------------- |
| 3 septembre 2012  | Daniela Castillo  | Chanteuse                                         |
| 5 septembre 2012  | Marcela Osorio    | Actrice                                           |
| 6 septembre 2012  | Hernán Contreras  | Acteur                                            |
| 11 septembre 2012 | Jorge Hevia       | Présentateur                                      |
| 12 septembre 2012 | Catherine Mazoyer | Actrice                                           |
| 24 septembre 2012 | Josefa Errázuriz  | candidat à la mairie de la commune de Providencia |
| 26 septembre 2012 | Yuyuniz de Caso   | Actrice et artiste peintre                        |

### Octobre
| Date            | Invités                   | Occupation                   |
| --------------- | ------------------------- | ---------------------------- |
| 4 octobre 2012  | Dayana Amigo              | Actrice                      |
| 5 octobre 2012  | Lucía López               | Journaliste et présentatrice |
| 10 octobre 2012 | Francini Amaral           | Danseuse                     |
| 15 octobre 2012 | Katty Kowaleczko          | Actrice                      |
| 17 octobre 2012 | Cecilia Serrano           |                              |
| 23 octobre 2012 | Verónica Calabi           | Présentatrice                |
| 24 octobre 2012 | Felipe Izquierdo          | Humoriste                    |
| 25 octobre 2012 | Maitén Montenegro         | Danseuse et comédienne       |
| 26 octobre 2012 | Sergio Rojas              | Commentateur                 |
| 30 octobre 2012 | Rolando "Albán" San Ginés |                              |

### Novembre
| Date              | Invités                  | Occupation                                     |
| ----------------- | ------------------------ | ---------------------------------------------- |
| 1er novembre 2012 | Nicolás Copano           | Producteur et présentateur                     |
| 2 novembre 2012   | Mauricio Flores          | Humoriste                                      |
| 5 novembre 2012   | Sergio Freire            | Acteur                                         |
| 7 novembre 2012   | Don Francisco            | Présentateur                                   |
| 8 novembre 2012   | Cristián García-Huidobro | Acteur                                         |
| 9 novembre 2012   | María Eugenia Larraín    | Mannequin                                      |
| 12 novembre 2012  | Eileen Shea              | Humoriste                                      |
| 13 novembre 2012  | Carolina Schmidt         | Ministre de la Commission nationale des femmes |
| 14 novembre 2012  | René O'Ryan              |                                                |
| 16 novembre 2012  | María Jimena Pereyra     | Chanteuse                                      |
| 20 novembre 2012  | Magdalena Max-Neef       | Actrice                                        |
| 22 novembre 2012  | Catalina Pulido          | Mannequin et actrice                           |

### Décembre
| Date             | Invités            | Occupation                   |
| ---------------- | ------------------ | ---------------------------- |
| 4 décembre 2012  | Andrea Hoffman     | Danseuse                     |
| 12 décembre 2012 | Katherine Orellana | Chanteuse                    |
| 13 décembre 2012 | Malucha Pinto      | Actrice                      |
| 14 décembre 2012 | Claudia Hidalgo    | Actrice                      |
| 17 décembre 2012 | Matilda Svensson   | Journaliste et présentatrice |
| 19 décembre 2012 | Antonio Vodanovic  | Présentateur                 |
| 24 décembre 2012 | Ariel Levy         | Acteur                       |
| 27 décembre 2012 | Katherine Salosny  | Actrice et présentatrice     |
| 28 décembre 2012 | Titi Ahubert       | Mannequin                    |
| 31 décembre 2012 | Alejandra Herrera  | Actrice                      |

### Sources
- (es) Cet article est partiellement ou en totalité issu de l’article de Wikipédia en espagnol intitulé « Mujeres primero » (voir la liste des auteurs).